# Братолюбовская балка
Братолюбовская балка (укр. Братолюбівська балка) — зоологический заказник местного значения на Украине. Расположен на территории Кропивницкого района Кировоградской области, к западу от села Братолюбовка. Занимает площадь 40,3 га. Статус присвоен согласно решению Кировоградского областного совета № 198 от 17 ноября 2000 года. Статус присвоен для сохранения части длинной неглубокой балки как места обитания редких видов животных — подольского слепыша, просянки.